# Camille Monet sul letto di morte
Camille Monet sul letto di morte è un dipinto a olio su tela (90x68 cm) realizzato nel 1879 dal pittore francese Claude Monet. È conservato nel Musée d'Orsay di Parigi.
Il quadro rappresenta la salma della prima moglie di Monet, Camille Doncieux, morta ad appena 32 anni, probabilmente per un cancro alle pelvi.
La descrizione migliore dell'opera è affidata alle parole dello stesso Monet: "Un giorno, all'alba mi sono trovato al capezzale del letto di una persona che mi era molto cara e che tale rimarrà sempre. I miei occhi erano rigidamente fissi sulle tragiche tempie e mi sorpresi a seguire la morte nelle ombre del colorito che essa depone sul volto con sfumature graduali. Toni blu, gialli, grigi, che so. A tal punto ero arrivato. Naturalmente si era fatta strada in me il desiderio di fissare l'immagine di colei che ci ha lasciati per sempre. Tuttavia prima che mi balenasse il pensiero di dipingere i lineamenti a me così cari e familiari, il corpo reagì automaticamente allo choc dei colori.." (C. Monet - 1879). 
Sebbene romantico agli occhi di alcuni, il gesto in sé è unico nel suo genere.